# Entrophospora
Entrophospora är ett släkte av svampar. Entrophospora ingår i familjen Acaulosporaceae, ordningen Diversisporales, klassen Glomeromycetes, divisionen Glomeromycota och riket svampar.
|               | Acaulospora |
|               | |
| Entrophospora | \| \| Entrophospora colombiana \| \| \| \| \| \| Entrophospora schenckii \| \| \| \| \| \| Entrophospora infrequens \| \| \| \| \| \| Entrophospora kentinensis \| \| \| \| \| \| Entrophospora baltica \| \| \| \| |
|               | \| \| Entrophospora colombiana \| \| \| \| \| \| Entrophospora schenckii \| \| \| \| \| \| Entrophospora infrequens \| \| \| \| \| \| Entrophospora kentinensis \| \| \| \| \| \| Entrophospora baltica \| \| \| \| |
|               | Entrophospora colombiana |
|               | |
|               | Entrophospora schenckii |
|               | |
|               | Entrophospora infrequens |
|               | |
|               | Entrophospora kentinensis |
|               | |
|               | Entrophospora baltica |
|               | |

|  | Entrophospora colombiana  |
|  |                           |
|  | Entrophospora schenckii   |
|  |                           |
|  | Entrophospora infrequens  |
|  |                           |
|  | Entrophospora kentinensis |
|  |                           |
|  | Entrophospora baltica     |
|  |                           |